# Mr. Freeman
Mr. Freeman (с англ. — «Господин Свободный Человек») — анимационный веб-сериал, появившийся на YouTube 21 сентября 2009 года и завоевавший значительную популярность в Рунете. Основное содержание роликов — монологи, в провокационной форме критикующие образ жизни современного обывателя. За 10 лет существования сериала вышло 23 эпизода и 10 видеовопросов Фримена к своим зрителям, а также ролик «Выступление на Трансперсональном конгрессе 2010», который эпизодом не считается. На июнь 2024 года YouTube канал имеет 1,79 миллиона подписчиков. Сериал содержит множество пасхалок, пародий и отсылок.
Изначально эпизоды выходили анонимно. Создатели намеренно поддерживали ложные версии авторства: например, изменяя голос актёра. Даже через год после старта сериала Вадим Демчог заявлял в интервью, что озвучивал только три первые серии. А ещё через год, 11 декабря 2011 года, Демчог признался, что озвучивал Фримена во всех выпусках. Наконец, 21 декабря 2012 года вышло видеоинтервью под названием «00:00:00», в котором были раскрыты создатели проекта. Ими оказались Павел Мунтян (автор идеи, сценарист), Владимир Пономарёв (режиссёр), Анатолий Доброжан (автор текстов, сценарист) и Вадим Демчог (актёр, сценарист).
31 мая 2014 года состоялась офлайн-презентация первой серии второго сезона сериала. Мероприятие прошло в ряде городов, среди которых: Москва, Санкт-Петербург, Казань, Минск, Киев, Донецк, Симферополь, Севастополь, Афины, Варшава, Гуанчжоу и другие.
Возможным прототипом сериала стала передача «Фрэнки-шоу», транслировавшаяся с 2004 по 2011 год на радио «Серебряный дождь», где главного героя озвучивал именно Вадим Демчог. Многие эпизоды проекта были впоследствии перенесены в сериал, а сценаристом некоторых из них также выступил Павел Мунтян. Так, текст концовки выпуска «Фрэнки-шоу. Чиччолина» практически полностью идентичен серии «Part 03. Продамся дорого».
28 июня 2017 года Фримен объявляет о старте Виртуального государства Фриленд и своей криптовалюты MFCoin.
27 октября 2018 года Фримен выпускает первые паспорта Виртуального государства Фриленд. Первыми обладателями паспорта Фриленда стали Сергей Солонин (основатель, директор и крупнейший акционер Qiwi), Марат Гельман, Вадим Демчог и Павел Мунтян.
Каждый ролик нумеруется, но выходят они не в хронологическом порядке.

## Синопсис и тематика мультсериала
Серии мультфильма содержат множество различных «символов» и намёков. Например, Фримен может представать в облике, содержащем стереотипные черты каких-либо конкретных личностей, либо социальных групп (например, при фразе «Я сам себе всё подчинил» Фримен стоит на пьедестале в шапке-треуголке, держа руку на уровне груди, или, произнося фразу «Вы разрываетесь между романтикой противостояния и желанием научиться приспосабливаться и выживать», показан в берете с кокардой и длинными волосами). В сериях присутствуют также «25-е кадры», являющиеся элементами некоего более крупного изображения. Кроме того, незначащие на первый взгляд детали, как, например, цифры 21.12.12., в которые превращается «кардиограмма» в нулевой серии, являющиеся предположительной датой завершения нынешней эпохи по календарю Майя.

### Видеообращения
| Первый сезон |                                                                                      |                                                                                 |                                             |            |         |
| Первый сезон | Серия                                                                                | Название                                                                        | Хронометраж                                 | Дата       | Видео   |
| ------------ | ------------------------------------------------------------------------------------ | ------------------------------------------------------------------------------- | ------------------------------------------- | ---------- | ------- |
| Первый сезон | 1 (1)                                                                                | Mr. Freeman, part 64 («Где угодно и когда угодно…»)                             | 00:03:09                                    | 06.10.2009 | Part 64 |
| Первый сезон | 2 (2)                                                                                | Mr. Freeman, part 00 («А ты уверен в том, кто ты такой, и что ты существуешь?») | 00:02:58                                    | 21.09.2009 | Part 00 |
| Первый сезон | 3 (3)                                                                                | Mr. Freeman, part 63 («Ты слишком блондин!»)                                    | 00:03:02                                    | 21.10.2009 | Part 63 |
| Первый сезон | 4 (4)                                                                                | Mr. Freeman, part 03 («Продамся дорого»)                                        | 00:02:47                                    | 17.11.2009 | Part 03 |
| Первый сезон | 5 (5)                                                                                | Mr. Freeman, part 04 («Плодитесь, Коровы. Жизнь Коротка»)                       | 00:03:33                                    | 20.12.2009 | Part 04 |
| Первый сезон | 6 (6)                                                                                | Mr. Freeman, part 05 («Новый год?»)                                             | 00:02:02                                    | 30.12.2009 | Part 05 |
| Первый сезон | 7 (7)                                                                                | Mr. Freeman, part 06 («Местоимение Я пишется с большой буквы!»)                 | 00:02:52                                    | 15.02.2010 | Part 06 |
| Первый сезон | 8 (8)                                                                                | Mr. Freeman, part 58 («Что стало с твоей мечтой?»)                              | 00:02:41                                    | 27.02.2010 | Part 58 |
| Первый сезон | 9 (9)                                                                                | Mr. Freeman, part 57 («Что из себя представляют твои знания?»)                  | 00:02:56                                    | 22.03.2010 | Part 57 |
| Первый сезон | 10 (10)                                                                              | Mr. Freeman, part 49 («Глубокое погружение. Итак, начнём…»)                     | 00:03:28                                    | 30.05.2010 | Part 49 |
| Первый сезон | 11 (11)                                                                              | Mr. Freeman, part 24 («Что есть ваш бог?»)                                      | 00:02:50                                    | 07.07.2010 | Part 24 |
| Первый сезон | 12 (12)                                                                              | Mr. Freeman, part 32 («Раз в тысячу лет»)                                       | 00:02:58                                    | 20.09.2010 | Part 32 |
| Первый сезон | 13 (13)                                                                              | Mr. Freeman, part 40 («Здравствуй, социальная шизофрения!»)                     | 00:03:12                                    | 11.01.2011 | Part 40 |
| Первый сезон | 14 (14)                                                                              | Mr. Freeman, part 48 («Я?»)                                                     | 00:02:47                                    | 31.01.2011 | Part 48 |
| Первый сезон | 15 (15)                                                                              | Mr. Freeman, part 09 («И чо?»)                                                  | 00:02:50                                    | 28.06.2011 | Part 09 |
| Первый сезон | 16 (16)                                                                              | Mr. Freeman, part 01 («Открытое письмо Президенту»)                             | 00:01:41                                    | 11.10.2011 | Part 01 |
| Первый сезон | 17 (17)                                                                              | Mr. Freeman, part 02 («А ты игрок?»)                                            | 00:06:10                                    | 11.11.2011 | Part 02 |
| Первый сезон | 18 (18)                                                                              | Mr. Freeman, part 62 («Обратного пути уже нет!»)                                | 00:02:10                                    | 06.03.2012 | Part 62 |
| Первый сезон | 19 (19)                                                                              | Mr. Freeman, part 61 («Мантра: Чёрный Бог и Белый Бог»)                         | 00:06:08                                    | 16.08.2012 | Part 61 |
| Второй сезон |                                                                                      |                                                                                 |                                             |            |         |
| Серия        | Название                                                                             | Хронометраж                                                                     | Дата                                        | Видео      |         |
| 1 (20)       | Mr. Freeman, part 60 («Что такое покупательная способность?») (совместно с ТО "420") | 00:04:39                                                                        | 31.05.2014 (оффлайн-презентация) 03.06.2014 | Part 60    |         |
| 2 (21)       | Mr. Freeman, part 59 («Совесть»)                                                     | 00:04:00                                                                        | 18.05.2017                                  | Part 59    |         |
| 3 (22)       | Mr. Freeman, part 07 («Ода». Опубликована в день смерти Стивена Хокинга)             | 00:11:36                                                                        | 13.03.2018 (оффлайн-презентация) 14.03.2018 | Part 07    |         |
| 4 (23)       | Mr. Freeman, part 08 («Оскорблять меня весело и безопасно!»)                         | 00:04:35                                                                        | 16.08.2019                                  | Part 08    |         |

### Видеовопросы
| Название                                          | Дата       | Видео    |
| ------------------------------------------------- | ---------- | -------- |
| MF15-001 («А ты принёс мне монетку?»)             | 02.08.2011 | MF15-001 |
| MF15-823 («А ты паразит?ɤ»)                       | 09.08.2011 | MF15-823 |
| MF15-821 («Кто из вас никогда не брал чужого?»)   | 16.08.2011 | MF15-821 |
| MF15-809 («А ты замечаешь перемены?»)             | 23.08.2011 | MF15-809 |
| MF15-811 («А ты мне веришь?»)                     | 30.08.2011 | MF15-811 |
| MF15-797 («А тебе оно надо?»)                     | 06.09.2011 | MF15-797 |
| MF15-019 («Назови свои десять заветных желаний!») | 13.09.2011 | MF15-019 |
| MF15-029 («А вы вообще рожать собираетесь?»)      | 20.09.2011 | MF15-029 |
| MF15-313 («А чем балуешься ты, пупсик?»)          | 27.09.2011 | MF15-313 |
| MF15-031 («А вы хотите, чтобы я стал богатым?»)   | 04.10.2011 | MF15-031 |

### Песни Свободы (аудиофайлы)
| Название                 | Дата       | Ссылка                        | Текст |
| ------------------------ | ---------- | ----------------------------- | --- |
| Carmina Libertatem 1/15  | 14.08.2018 | Carmina Libertatem N01        | Человек изначально просветлён. Нужно лишь скинуть шелуху, чтобы узреть сердцевину своего Я. Ведь истинный свет не в том, кто учит других, а в том, кто молча идёт по дороге. Жажду понять себя можно утолить, лишь беспросветно сбившись с пути. Ведь дорога возникает под шагами идущего. Когда мрак накрывает мысли, когда нет ни одной двери и некуда идти, рождается свет, дающий надежду и одновременно ослепляющий. И нет последнего знания, как нет края вселенной, ибо дойдя до него, открывается путь до нового края. И это справедливо. |
| Carmina Libertatem 2/15  | 15.08.2018 | Carmina Libertatem N02        | Можно безгранично двигаться вперёд в бездонную глубину понимания. Нет тайн, которые не имеют права быть раскрытыми. Весь мир открыт для исследований. Нет глубин, которые нельзя постичь. Нет высот, которые нельзя покорить. Но чем больше человек знает, тем скуднее становятся его знания. И это справедливо. |
| Carmina Libertatem 3/15  | 16.08.2018 | Carmina Libertatem N03        | Самое простое всегда сложнее самого сложного. Самое сложное всегда проще простого. И если нельзя сказать просто о сложном, значит оно пустое. Беречь простоту и нести её без напыщенности — огромный труд, подвластный только сильным духом. Нести туман пустых знаний и многих слов, не говорящих ни о чём, — удел слабых духом и умом. И это справедливо. |
| Carmina Libertatem 4/15  | 19.08.2018 | https://t.me/mrfreeman000/231 | В битве с самим собой, как и в любой другой схватке, главное — не победить, а перестать бороться, сложить оружие и признать, что битва не имеет смысла. И тот по-настоящему сильный, кто может остановиться, когда сил хватило бы на победу. И тот по-настоящему слабый, кто продолжает сражаться, не видя смысла в исходе боя. И тот настоящий победитель, кто делает всё, чтобы боя не случилось. И это справедливо. |
| Carmina Libertatem 5/15  | 20.08.2018 | https://t.me/mrfreeman000/240 | Нет более сильного стремления в стремлении быть свободным, чем быть свободным от самого себя. Своё Я — причина всех раздоров. И никто не может быть справедливым в суде над собой. Тот, кто усерден в наказании себя, достоин большей радости. Тот, кто жалеет себя, достоин большей кары. Лишь движение к земной смерти расставляет всё по местам: умирают больной и здоровый, бедный и богатый, праведник и грешник. И это справедливо. |
| Carmina Libertatem 6/15  | 21.08.2018 | https://t.me/mrfreeman000/247 | Те, кто хочет правды, удостаиваются плетей, а лгуну и вору достаётся почёт. Тот, кто всё время думает о деньгах, никогда не бывает богат. Счастлив лишь тот, кому есть куда стремиться, но, получив желаемое, человек становится несчастен. Нельзя достигнуть абсолюта ни в чём и нигде. И никому из людей не достаётся строго по трудам его. И это справедливо. |
| Carmina Libertatem 7/15  | 22.08.2018 | https://t.me/mrfreeman000/254 | Будь честен с собой и не навреди ничему живому. И нет ничего сложнее, чем свято нести эти правила. И нет ничего проще, чем свято нести эти правила. И нет никого, кто справился бы с этой ношей. И это справедливо. |
| Carmina Libertatem 8/15  | 23.08.2018 | https://t.me/mrfreeman000/261 | Созидать и созерцать созидаемое, и это — великое благо. Созидание начинается с договорённости с собой, и это — великий труд. Умение созерцать начинается с уважительного отношения к чужому труду, и это — великая ответственность. Получить это благо, взять на себя этот труд и принять эту ответственность — это и есть величие человека. Но ноша этого величия — это великая жертва. И никто не поблагодарит жертвующего, и он будет наказан за свою жертву. И это справедливо.                                                               |
| Carmina Libertatem 9/15  | 24.08.2018 | https://t.me/mrfreeman000/270 | Если каждый день наполнять созиданием, испытываешь величайшее счастье. Счастье это — путь к пониманию своего Я и своего места в этом мире. Понимание это ведёт к принятию, что нет границ познания, и нет предела тайнам. И знание это утолить можно лишь созиданием. И всё идёт по кругу и не имеет конца. И это справедливо. |
| Carmina Libertatem 10/15 | 25.08.2018 | https://t.me/mrfreeman000/279 | Одни приходят, другие уходят, а мир остаётся. И никому не подвластно изменить вечное биение жизни. Пройдут столетия, тысячелетия и миллионы лет, сотрутся все имена людские, исчезнут языки, забудутся слова, а мир будет стоять, как и прежде. И будет в нём все так же свет пробираться сквозь тьму, а тьма все так же будет поглащать свет. И будут в нём все так же день сменять ночь, а ночь день. И это справедливо. |
| Carmina Libertatem 11/15 | 26.08.2018 | https://t.me/mrfreeman000/287 | Ничто на этом свете ни хорошо и ни плохо. Всё вокруг лишь данность. Для вселенной нет плохих детей, нет плохих событий, нет самой грани, разделяющей плохое от хорошего. Всё случалось, всё случается и всё будет случатся. Это и есть жизнь. И это справедливо. |
| Carmina Libertatem 12/15 | 27.08.2018 | https://t.me/mrfreeman000/296 | Великий мыслитель всегда есть Великий Недуматель. Не просто усыпить свой внутренний голос и в абсолютной тишине осознать настоящее Я — это путь единиц. Дать волю внутреннему голосу говорить и принимать решения — это путь остальных. И это справедливо. |
| Carmina Libertatem 13/15 | 28.08.2018 | https://t.me/mrfreeman000/303 | Никто не имеет права решать, что справедливо, а что нет. Преступление, суд, наказание, расплата — лишь грань того, что видно. Осознание, принятие, прощение, понимание — лишь грань того, что не видно. Никто не может увидеть все грани. И это справедливо. |
| Carmina Libertatem 14/15 | 29.08.2018 | https://t.me/mrfreeman000/311 | Любой хаос приходит в порядок. Любая стабильность приходит в разлад. Ничто не стоит на месте, ничто не вечно — движение есть во всем и всегда. И нет ни единой силы, которая могла бы изменить это. И нет ничего, что не подчиняется этому закону. И это справедливо. |

### Другие выступления
| Название | Дата       | Хронометраж | Видео |
| --- | ---------- | ----------- | ----- |
| «Путь — это Я» Выступление на Трансперсональном Конгрессе 2010                                                | 08.04.2014 | 00:02:29    | Видео |
| «Паспорт Фриленда» Описание технических характеристик паспорта Фриленда                                       | 12.02.2019 | 00:06:59    | Видео |
| «Да-да, всё верно» Клип совместно с KillaGram                                                                 | 29.08.2019 | 00:01:40    | Видео |
| «Трали-вали» Клип совместно с KillaGram                                                                       | 06.03.2020 | 00:03:53    | Видео |
| «Я выхожу!» Поддержка протеста в Белоруссии                                                                   | 27.11.2020 | 00:01:59    | Видео |
| «Повторяю для тупых» Десятичасовое видео, основанное на объединении цитат Джорджа Оруэлла и Йозефа Геббельса  | 08.02.2021 | 10:34:53    | Видео |
| «Фолиант Фримана» Визуальный трек, демонстрирующий, как выглядит Библия Фримана                               | 16.04.2021 | 00:00:32    | Видео |
| «Колыбельная» Клип совместно с KillaGram, Васей Обломовым, Ольгой Арефьевой                                   | 20.09.2021 | 00:03:31    | Видео |
| «Никто не пострадал» Клип совместно с Noize MC и Монеточкой                                                   | 01.02.2023 | 00:02:54    | Видео |
| «МИР!! ВАШЕМУ!! ДОМУ!!» Клип совместно с Лигалайз (D.O.B.), настроенный в протест вторжения России на Украину | 30.06.2023 | 00:05:20    | Видео |

## Новый мир
- В появившемся 21 декабря 2012 года на официальном сайте Фримена интервью с его создателями было сказано о существовании идей касательно того, каким (по их мнению) должен быть мир в будущем. Из выступления ясно, что во 2-м сезоне Фримен будет затрагивать эту тему.
- 20 июля 2017 года Mr. Freeman запустил свою криптовалюту MFCoin, а уже 14 августа 2017 года через социальные сети было объявлено о создании нового виртуального государства «Фриленд» (англ. Freeland).

## Победы на конкурсах
- 15 апреля 2010 года в Берлине на международном конкурсе блогов The Best of Blogs дневник «Мистер Фримен» был признан «Лучшим видеоблогом»[11].

## Выступления
- 31 мая 2010 года в Москве состоялся премьерный показ части (part) 49 по адресу Болотная набережная, дом 3, при поддержке «Cyberbrothers»[12].
- С 15 июня 2010 года сериал транслировал телеканал «2х2» каждый понедельник и пятницу в 00:00.
- 23 июня 2010 года на 17 трансперсональном конгрессе было организовано приветственное выступление участникам конгресса от Mr. Freeman[источник не указан 3227 дней].
- 12 августа 2012 года по адресу 5-й Котельнический пер., дом 11 состоялся показ части (part) 61 как элемент мультимедийного экспериментального шоу[13].
- 31 мая 2014 года на 132 площадках по всему миру состоялся офлайновый показ части (part) 60, организованный поклонниками сериала[14].
- 24 февраля 2017 года анонсировано продолжение сериала[15]
- 13 марта 2018 года в Центральном Доме Литераторов по адресу Москва, Большая Никитская улица, дом 53, на спектакле «Закрой глаза и смотри», приуроченном к 55-летнему юбилею Вадима Демчога, состоялся показ части (part) 07.

## Перевод
Официально запущены каналы с роликами мультсериала на: английском, украинском, испанском, албанском и итальянском языках. С марта 2023 года ведется работа над созданием каналов на: немецком, французском, бразильском португальском, латиноамериканском испанском, корейском и грузинском языках.